# Georg Ruselli
Georg “Schorsch” Ruselli (* 7. März 1873 in Dresden; † 2. Januar 1932, ebenda) war ein deutscher Volkssänger und Komiker.

## Leben und Werk
Ruselli wurde 1873 in die Familie eines Dresdener Malermeisters geboren. Nach dem Schulbesuch sollte er Zahntechniker werden, setzte sich jedoch versehentlich auf das fertige Gebiss eines Kunden, was die Ausbildung zu einem vorzeitigen Ende brachte; auch eine ersatzweise bei seinem Vater begonnene Lehre als Lackierer scheiterte. Ruselli brannte von daheim durch und schloss sich den „Winter-Tymian-Sängern“ an, bei denen er eine gründliche Ausbildung als Komiker erhielt.
Mit acht anderen sächsischen Volkssängerkollegen, darunter Paul Beckers, Bernhard Mörbitz und Alex Stamer, ging er für längere Zeit auf Tournee. Danach wechselte er zu den „Dresdener Victoria-Sängern“, bei denen er als „drastischer Komiker“ geführt wurde, und ging dann zu den “Stettiner Sängern” nach Berlin, mit denen er im Reichshallentheater auftrat. Dabei trug er nicht nur eigene Texte vor, sondern sang auch Couplets anderer Verfasser nach. Gleichwohl wurden auch diese mit seinem Namen beworben.
Auf den mit den Marken-Vignetten der Stettiner gezierten Notentiteln seiner ‘Ruselli-Schlager’ wird er als »Die originelle sächsische Type« bezeichnet.
Hier wurde er dann der populärste Sachse in Berlin, den man bald auch den „sächsischen Max Adalbert“ nannte, denn wie dieser glänzte er nicht nur als Typenkomiker, sondern auch als Schauspieler und Charakterdarsteller.
Von 1919 an trat Ruselli bei den ‘Elite-Sängern’ im Theater am Kottbusser Tor auf; zu ihnen kehrte er nach einem kurzen Gastspiel in Carows Lachbühne auch wieder zurück.
Sein letztes Lebensjahrzehnt verbrachte Ruselli bei dieser Sängergesellschaft, deren gefeierter Star er war. Aber auch am Rundfunk  war er zu hören, wo er mit speziellen selbst verfassten Vorträgen populär, eben der „Ruselli Schorsch“, wurde, unter welchem Namen ihn jedes Kind in Sachsen kannte.
Seine schönste Rolle bekam er 1930 als Petrus in dem Zille-Festspiel „Pinselheinrichs Himmelfahrt“, zu dem Peter Sachse und Max Neumann das Textbuch verfasst hatten.
Im Winter 1932 erlitt er auf dem Weg zu einer Probe einen Schlaganfall. Er starb im Krankenhaus an einer hinzugekommenen Lungenentzündung am 2. Januar 1932.
Ruselli hinterließ Schallplattenaufnahmen bei Menzenhauer & Schmidts Kalliope- und bei Lindströms Gloria- und Odeon- label. Für Letztere sang er ein Jahr vor seinem Tod noch mehrere Parodien auf Volkslieder ein, deren Texte von Otto Krickel stammten. Begleitet wurde er vom Orchester Carl Woitschach.

## Tondokumente (Auswahl)
- Wir Sachsen wir sind helle. Kalliope K 260, auch 4946
- Da guggd mer mit de Oochn / Idiotenverse. Kalliope K 261

Der Katalog der DNB führt 7 Titel:
- Waldeslust. (Text von Otto Krickel) Odeon O-11 441 (Be 9371)
- Das Mädchen vom Weißensee. Volkslied-Parodie (Text von Otto Krickel)[15] Odeon O-11 441 (Be 9372)
- Als der Großvater die Großmutter nahm. Volkslied-Parodie (Text von Otto Krickel). Odeon O-11 442 (Be 9373), auch Gloria G.O.10 113 (Bi 203), aufgen. März 1931
- Ich bild m’rsch ein. (Text von Otto Krickel) Odeon O-11 442 (mx. Be 9374), auch Gloria G.O.10 113 (Bi 204), aufgen. März 1931
- Man muss sich zu helfen wissen. Ein musikalischer Scherz./ Otto Bach: Georg Ruselli mit Ensemble. Grammophon braun Nr. 730 A (Matrizennummer 1410 1/2 BH-IV)[16]
- Wir Sachsen, wir sind helle. Originalvortrag / Von Georg Ruselli / In sächsischer Mundart / I. u. II.Teil. Georg Ruselli. Kalliope 4946 (Matrizennummern 06951 und 06952)[17].

## Wiederveröffentlichungen
- CD 3 der Reihe »Heimweh nach Berlin – 4 CDs« (Label: FabFour, Bestellnummer: 4925834, Erscheinungstermin: 24. Juni 2011) enthält als track 20 Das Mädchen vom Weissensee – Schorsch Ruselli
- Die CD »Rare Schellacks: Berlin – Grostadtklänge 1908-1953«, Trikont US-0265, released 1999, enthält als track 3 Das Mädchen vom Weissensee – Schorsch Ruselli mit Orchesterbegleitung

## Einzelbelege
1. ↑  Singspielgesellschaft in Dresden unter Leitung des sächsischen Volkssängers, Salon-Humoristen und Theaterdirektors Emil Winter-Tymian (1860–1926). Ansichtskarte der Truppe (JPG-Datei)
2. ↑  so bezeugt es die Aufschrift auf einer Ansichtskarte von 1909, auf der er so bezeichnet wird. Zwei weitere Künstler dieser Gesellschaft zeigt die von user Starkton' So Dez 23 2012, 18:39 eingestellte Ansichtskarte Duett der Dresdner Victoria – Sänger „Sascha und Schimke“; ersteren davon zeigt das Photo des Damendarstellers der Truppe, Sascha von Günther, um 1910 (Deutsche Photothek)
3. ↑  z. B. von Max Neumann den Liedtext 'Alkohol!' auf die Melodie 'Morgenrot'.
4. ↑  vgl. die am Vortragenden, nicht am Verfasser festgemachte Titulatur “Ruselli-Schlager”!
5. ↑  Zwei Landgendarmen, einer himmellang und dürr, der andere klein und dick, vgl. Abbildung auf einer Ansichtskarte um 1905 (Memento des Originals vom 13. Dezember 2015 im Internet Archive)  Info: Der Archivlink wurde automatisch eingesetzt und noch nicht geprüft. Bitte prüfe Original- und Archivlink gemäß Anleitung und entferne dann diesen Hinweis.
6. ↑  aus dieser Zeit haben zwei Liedbelege überlebt, die mit einem Porträt von Ruselli geziert sind: vgl.  (JPG-Datei) Liedtext zu: „Das Hemd!“ Ein Loblied auf unser intimstes Kleidungsstück. Melodie 'Es klappert die Mühle am rauschenden Bach'. Ruselli-Schlager. Vortrag in Reichshallen-Theater, Berlin, Leipziger Straße 77 (Dönhoffplatz). Mit Porträt von Georg Ruselli. 2 Blatt mit dem Porträt. 8°. Und:
 Neumann, Max: Liedtext zu: 'Alkohol!' Melodie 'Morgenrot'. (Ein Lied, dem man den Mangel an 'Sprit' anmerkt). Ruselli-Schlager. Vortrag in Reichshallen-Theater, Berlin, Leipziger Straße 77 (Dönhoffplatz). Mit dem Porträt Georg Ruselli. Berlin: Druck von Gülzow & Kornblum [1900]. 2 Blatt mit dem Porträt. 8°.
7. ↑   vgl. John-Torley S. 154, wo die Art seines Auftretens beschrieben wird: "Ein mittelgroßer Mann ... in braunen Hosen, mit schwarzem ‘Schniepelrock’ [d.i. Frack], ganz niedrigem Umlegekragen, auf dem Kopf eine kleine graue Melone, ewig die Zigarre zwischen den Lippen...  das war Schorsch Ruselli, der populärste Sachse in Berlin".
8. ↑  vgl. Detlev Krenz Wo sich einst die Elitesänger trafen, wurde ‘Bendows Bunte Bühne’ eröffnet. Aus dem einstigen Cabaret war das modernste Filmtheater Berlins geworden...
9. ↑   vgl. John-Torley S. 154
10. ↑   vgl. John-Torley S. 39: "Auch am Mikrophon hat seine sächsische Art riesig gefallen"
11. ↑  Deutschlandradio Kultur widmete am Sonntag, 21. März 2010, um 18:05 Uhr dem Künstler eine Gedenksendung in seiner Reihe »Fundstücke«: „Sächsischer Star auf Berliner Varietébühnen“ – Zum 125. Geburtstag des Schauspielers und Vortragskünstlers Schorsch Ruselli. Moderation: Claus Fischer., vgl. playlist zu der Sendung
12. ↑   vgl. John-Torley S. 39: "Wie Schorsch Ruselli mit gütigem Humor im großen Schlafrock... sächsisch brabbelnd durch den Himmel strich, das war himmlisch schön..."
13. ↑  zur Geschichte dieser Firma und ihrer Etiketten vgl.
14. ↑  Musikarchiv. Deutsche Nationalbibliothek, abgerufen am 20. April 2019.
15. ↑  Das Lied ist auch unter dem Titel “Das Mädchen vom Bodensee”, Gesangswalzer von [Egon] Zeilbeck, bekannt, vgl. Aufnahme von 1928 auf Adler Electro Nr. 5675 (mx. 2085 - 2086); der Text ist bei  wiedergegeben.
16. ↑  Rückseite: Der Weltenbummler, Soloszene / Emil Meysel : Emil Meysel, Humorist.
Grammophon braun Nr.730 B (Matrizennummer 1252 BN-II)
17. ↑   eine Aufnahme auf Clarus-Record Best.Nr. 7426 unter Verwendung der Kalliope-Matr. 06951 und 06952 (“Clarus Record - Hans Hartmann A.G. Eisenach - Grösstes Sporthaus Mitteldeutschlands”) ist eingestellt bei youtube 1. Teil (06951) und  2. Teil (06952)

| Personendaten    | Personendaten                     |
| ---------------- | --------------------------------- |
| NAME             | Ruselli, Georg                    |
| ALTERNATIVNAMEN  | Ruselli, Schorsch                 |
| KURZBESCHREIBUNG | deutscher Volkssänger und Komiker |
| GEBURTSDATUM     | 7. März 1873                      |
| GEBURTSORT       | Dresden                           |
| STERBEDATUM      | 2. Januar 1932                    |